# Slagtand

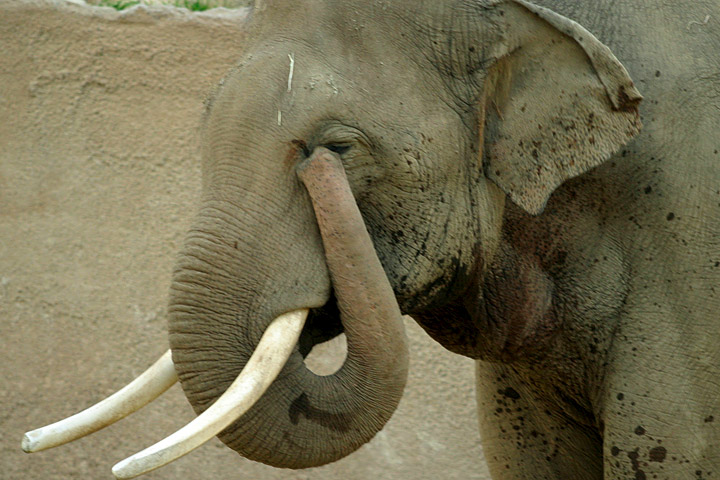
Aziatische olifant

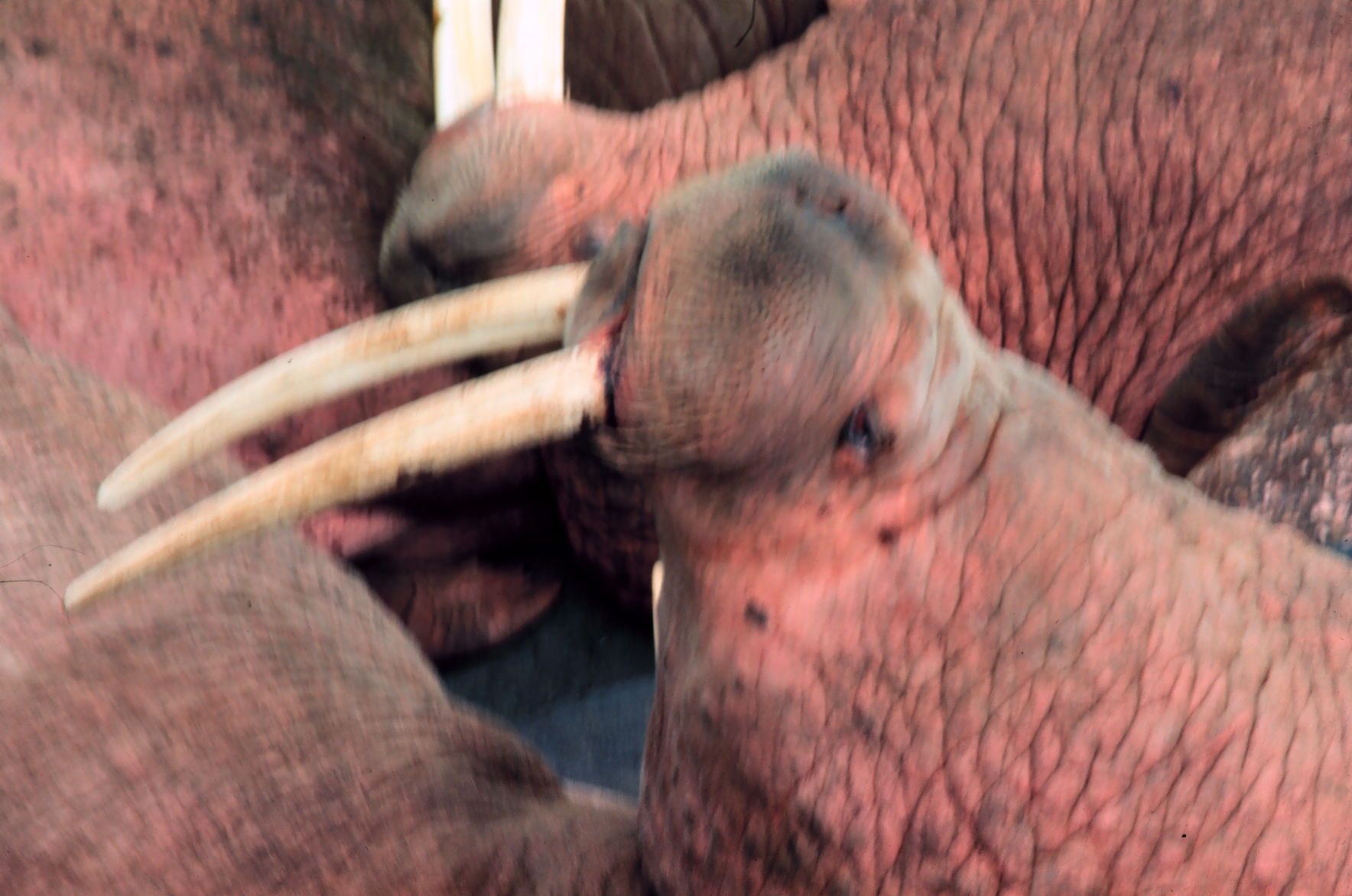
Walrus

Een slagtand is een extreem lange tand van bepaalde zoogdieren, die naar buiten steekt wanneer de mond gesloten is. Tot de zoogdieren met slagtanden behoren onder meer olifanten, zwijnen, walrussen, narwals en verscheidene primitieve herten als de muskusherten, de Chinese waterree en de muntjaks. Meestal zijn de slagtanden van een mannetje groter dan die van het vrouwtje. Dieren gebruiken slagtanden voor verscheidene doeleinden.
De twee slagtanden van een olifant zijn bovenste snijtanden. Bij andere dieren zoals bij de walrussen, zwijnen en herten zijn het de bovenste hoektanden, bij enkele uitgestorven slurfdieren, nauwe verwanten van de olifanten, als de Deinotherium waren het juist de onderste snijtanden die uitgroeiden tot slagtanden.
Slagtanden worden door mensen voornamelijk als ivoor gebruikt. De jacht op ivoor leidde er echter toe dat bepaalde diersoorten, voornamelijk de Afrikaanse olifanten, in aantallen schrikbarend achteruit gingen. Ivoorhandel is dan ook aan banden gelegd door de Convention on International Trade in Endangered Species of Wild Fauna and Flora (CITES).

## Olifant
Savanneolifanten hebben de grootste slagtanden. Een slagtand van een volwassen bul kan wel zestig kilogram wegen. Olifanten gebruiken hun slagtanden om wortels op te graven en schors van bomen te halen, als wapen en bij sociaal contact als middel om indruk te maken. Muntjaks gebruiken ze voornamelijk als wapen bij het verdedigen van een territorium.

## Walrus
Bij de walrus hebben zowel de mannetjes als de vrouwtjes slagtanden. De grootte en vorm van de slagtanden geven de fysieke conditie, het geslacht en de leeftijd van een walrus aan. De slagtanden worden dus voornamelijk gebruikt om de dominantie te bepalen: de grootste walrussen hebben de grootste slagtanden en zijn dominant. Verder dienen de slagtanden als steekwapen bij gevechten tussen dieren met even grote tanden, als hoofdsteun bij het rusten en om ademgaten mee in het ijs slaan en zich over het ijs voort te slepen.

## Narwal
De narwal, een soort walvis, heeft slechts twee tanden, waarvan de linker bij de mannelijke narwals uitgroeit tot een lange, spiraalvormige slagtand. De enkele slagtand van de narwal dient waarschijnlijk als tastzintuig. Deze slagtand kan wel drie meter lang worden. Eén procent van alle mannetjes heeft twee slagtanden, en net zoveel vrouwtjes hebben er een.